# Elisabeth Förster-Nietzsche
Therese Elisabeth Alexandra Förster-Nietzsche (10 de juliol de 1846 – 8 de novembre de 1935) va ser germana del filòsof alemany Friedrich Nietzsche i creadora de l'Arxiu Nietzsche en 1894, i posteriorment membre del partit nacionalsocialista alemany.
A través de les edicions de Förster-Nietzsche, el nom de Nietzsche es va associar al militarisme alemany i al nacionalsocialisme, mentre que els estudiosos del segle XX van discutir fortament aquesta concepció de les seves idees.
Therese Elisabeth era dos anys menor que el seu germà. Era filla d'un pastor luterà en la vila alemanya de Röcken, prop de Lützen. Durant la seva infància va estar molt propera al seu germà Friedrich, i encara en l'adultesa primerenca, però es van separar quan Elisabeth es va casar en 1885 amb Bernhard Förster, un mestre d'ensenyament mitjà qui després es va tornar un fanàtic antisemita. Förster planejava crear un assentament ari «pur» a Amèrica, i va trobar un lloc acollidor al Paraguai. La parella va convèncer catorze famílies alemanyes d'unir-se'ls en la colònia, del que seria anomenat Nova Germania, i el grup va deixar Alemanya per assentar-se a l'Amèrica del Sud el 15 de febrer de 1887.
La colònia no va prosperar, a causa de les propietats de la terra que feien difícil la collita, tot això conjuminat a malalties noves i problemes de transport. Förster es va suïcidar amb verí el 3 de juny de 1889, i quatre anys després la seva esposa va tornar a Alemanya. La colònia Nova Germania a Paraguai encara existeix en l'actualitat.
El col·lapse mental de Friedrich Nietzsche va ocórrer en 1889, i quan la seva germana va tornar, era un invàlid que publicava escrits que eren començats a ser llegits i discutits a través d'Europa. Förster-Nietzsche va tenir un paper crucial en la promoció dels escrits del seu germà, però va distorsionar part de la seva filosofia, especialment en l'edició i difusió d'un grup gran dels seus fragments pòstums, La voluntat de poder. Al segle XX Mazzino Montinari va demostrar que aquest llibre era una mixtificació, amb greus interpolacions i desviacions teòriques, que intentaven legitimar la violència política del nazisme amb una voluntat de poder aliena al seu llegat intel·lectual, hostil manifest dels antisemites.
Gelosa de la salvaguarda de l'originalitat del pensament del seu germà, és conegut també que va expurgar de l'Arxiu Nietzsche les referències a l'estudi de la filosofia de Max Stirner o les seves anotacions a la novel·la Els endimoniats, de Fiódor Dostoievski, de qui Nietzsche es considerava admirador i afí.
En 1930 Förster-Nietzsche, tan nacionalista alemanya com a antisemita, es va tornar seguidora del partit nazi. Quan Adolf Hitler i els nazis van prendre el poder en 1933, l'Arxiu Nietzsche va rebre suport econòmic i publicitat de l'Alemanya nazi, la qual cosa va distorsionar la figura del filòsof.
Al funeral de Förster-Nietzsche, en 1935, van assistir Hitler i diversos oficials nazis d'alt rang.